# Маттавамкіг (Мен)
Маттавамкіг (англ. Mattawamkeag) — місто (англ. town) в США, в окрузі Пенобскот штату Мен. Населення — 596 осіб (2020).

## Демографія
Згідно з переписом 2010 року, у місті мешкало 687 осіб у 317 домогосподарствах у складі 197 родин. Було 407 помешкань
Расовий склад населення:
| - 98,0 % — білих - 0,9 % — корінних американців - 0,1 % — чорних або афроамериканців - 0,1 % — азіатів |

До двох чи більше рас належало 0,7 %. Частка іспаномовних становила 0,6 % від усіх жителів.
За віковим діапазоном населення розподілялося таким чином: 15,1 % — особи молодші 18 років, 65,4 % — особи у віці 18—64 років, 19,5 % — особи у віці 65 років та старші. Медіана віку мешканця становила 50,4 року. На 100 осіб жіночої статі у місті припадало 103,9 чоловіків;  на 100 жінок у віці від 18 років та старших — 101,0 чоловіків також старших 18 років.
Середній дохід на одне домашнє господарство  становив 45 123 долари США (медіана — 32 132), а середній дохід на одну сім'ю — 51 998 доларів (медіана — 38 250). Медіана доходів становила 41 307 доларів для чоловіків та 28 646 доларів для жінок. За межею бідності перебувало 20,1 % осіб, у тому числі 45,3 % дітей у віці до 18 років та 2,7 % осіб у віці 65 років та старших.
Цивільне працевлаштоване населення становило 322 особи. Основні галузі зайнятості: освіта, охорона здоров'я та соціальна допомога — 21,4 %, будівництво — 17,1 %, роздрібна торгівля — 11,5 %, транспорт — 8,1 %.